# Sint-Mariakerk (Sörup)
De Sint-Mariakerk (Duits: St.-Marien-Kirche) is een lutherse kerk in de gemeente Sörup, Kreis Schleswig-Flensburg (Sleeswijk-Holstein). De kerk is het oudste gebouw van de gemeente en bevindt zich in het midden van het dorp omgeven door een kerkhof. Het kerkgebouw geldt als een van de meest belangrijke kerkgebouwen in Sleeswijk en stond model voor talrijke andere kerken in de regio Angeln.

## Geschiedenis

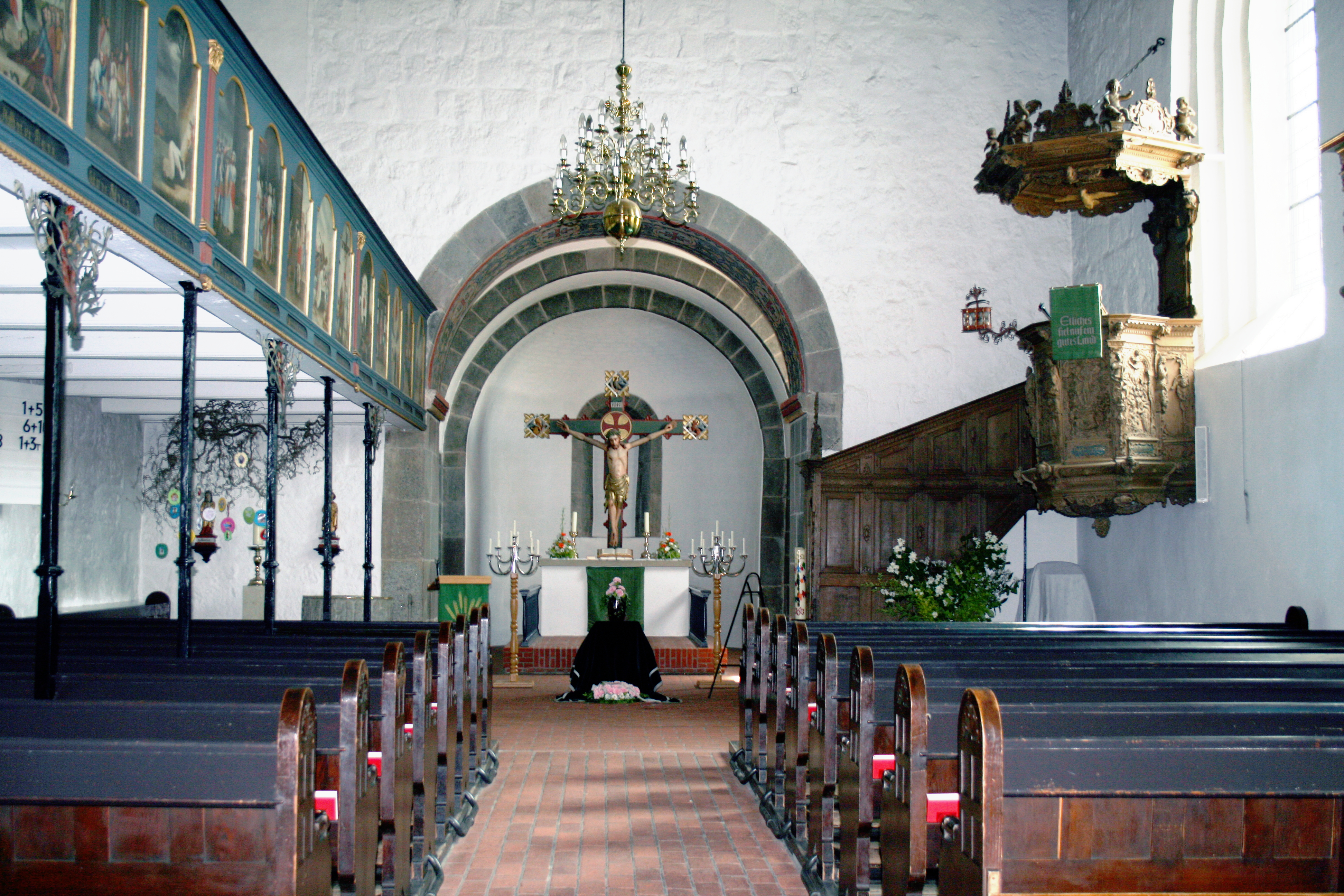
Interieur

De Mariakerk werd tegen het einde van de 12e eeuw gebouwd (vaak wordt ook het jaar 1132 als stichtingsdatum genoemd). De bouwheer van de kerk was waarschijnlijk niemand minder dan de Deense koning, die als hertog van Sleeswijk en heer van Sörup de kerk als patronaatskerk liet bouwen, mogelijk door dezelfde ambachtslieden die kort tevoren meewerkten aan de bouw van de dom van Sleeswijk.
Tijdens de eerste bouwfase werden de apsis, het koor en het kerkschip gebouwd. Het kerkschip werd enkele jaren later in dezelfde stijl vergroot. De toren volgde rond 1500, waarbij het oorspronkelijk westelijke portaal verplaatst werd naar de westelijke muur van de toren. Rond 1600 werd de spits verlengd. In 1710 plaatste men een dakruiter op het koor. De aanbouw aan de zuidelijke muur dateert uit circa 1830.
De kleine oorspronkelijke vensters in de noordelijke muur duiden er op dat de kerk vroeger een weerkerk was. Ook de zuidelijke muur kende vroeger kleinere vensters, maar ze werden in de 18e eeuw vergroot tot de huidige omvang.

## Omschrijving
De eenbeukige zaalkerk van ongeveer 40 meter lang en 15 meter breed werd vrijwel volledig van granietblokken (gehouwen veldstenen) gebouwd. Alleen onder de torenspits en onder de oostelijke dakranden van het kerkschip en het koor werd rode baksteen gebruikt. De westelijke kerktoren werd voor ongeveer één derde in het kerkschip gebouwd. Naar het oosten van het kerkschip sluit zich respectievelijk een koor een halfronde apsis aan. Op de zuidelijke zijde van de kerk bevindt zich een kleine aanbouw, die als toegang dient.
Kerkschip, koor en apsis zijn romaans, terwijl de later gebouwde toren gotische stijlelementen kent. De noordelijke muur kent drie kleine, hoog aangebrachte vensters; de zuidelijke muur daarentegen vier grote vensters. Het koor heeft aan elke kant één venster. De vensterloze apsis wordt versierd door vijf rondbogen die door zuiltjes worden gedragen.
De vierkante toren is 57 meter hoog en wordt afgesloten met een spits. Het kerkschip en het lagere, met een dakruiter bekroonde koor, hebben een zadeldak, de apsis een meerzijdig dak. Op de noordelijke kant en de westelijke zijde van de toren bevinden zich portalen. Het torenportaal wordt door twee zuilen geflankeerd. In het timpaan boven de deur bevindt zich een reliëf, dat Christus toont Die de sleutels aan Petrus en het Evangelie in de vorm van een schriftrol aan Paulus geeft. Aan de voet van de rechter zuil bevindt zich een reliëf van een gezicht en een reliëf, dat Simson met de leeuw voorstelt (Richteren 14:6).

### Portalen

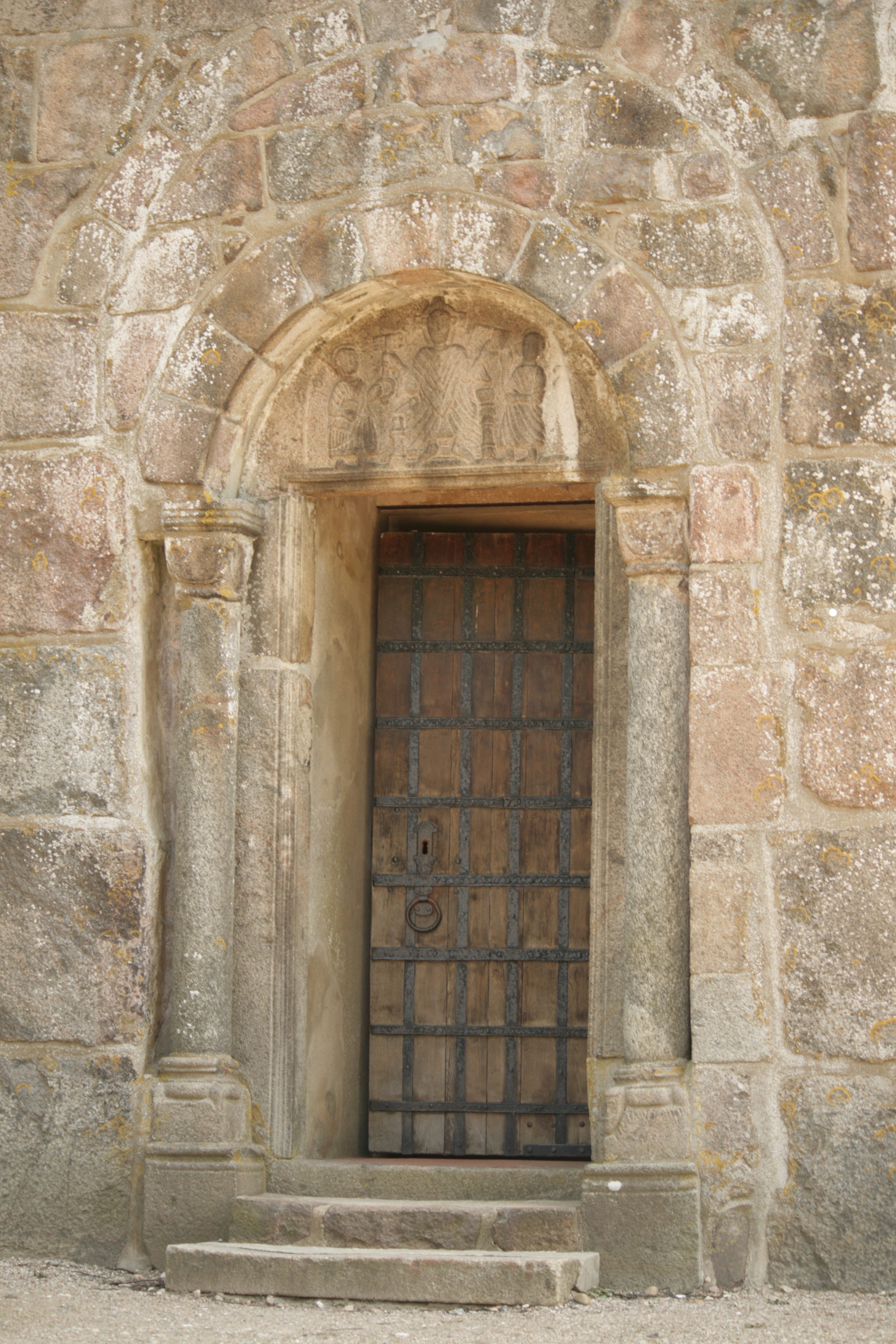
Westelijk portaal.
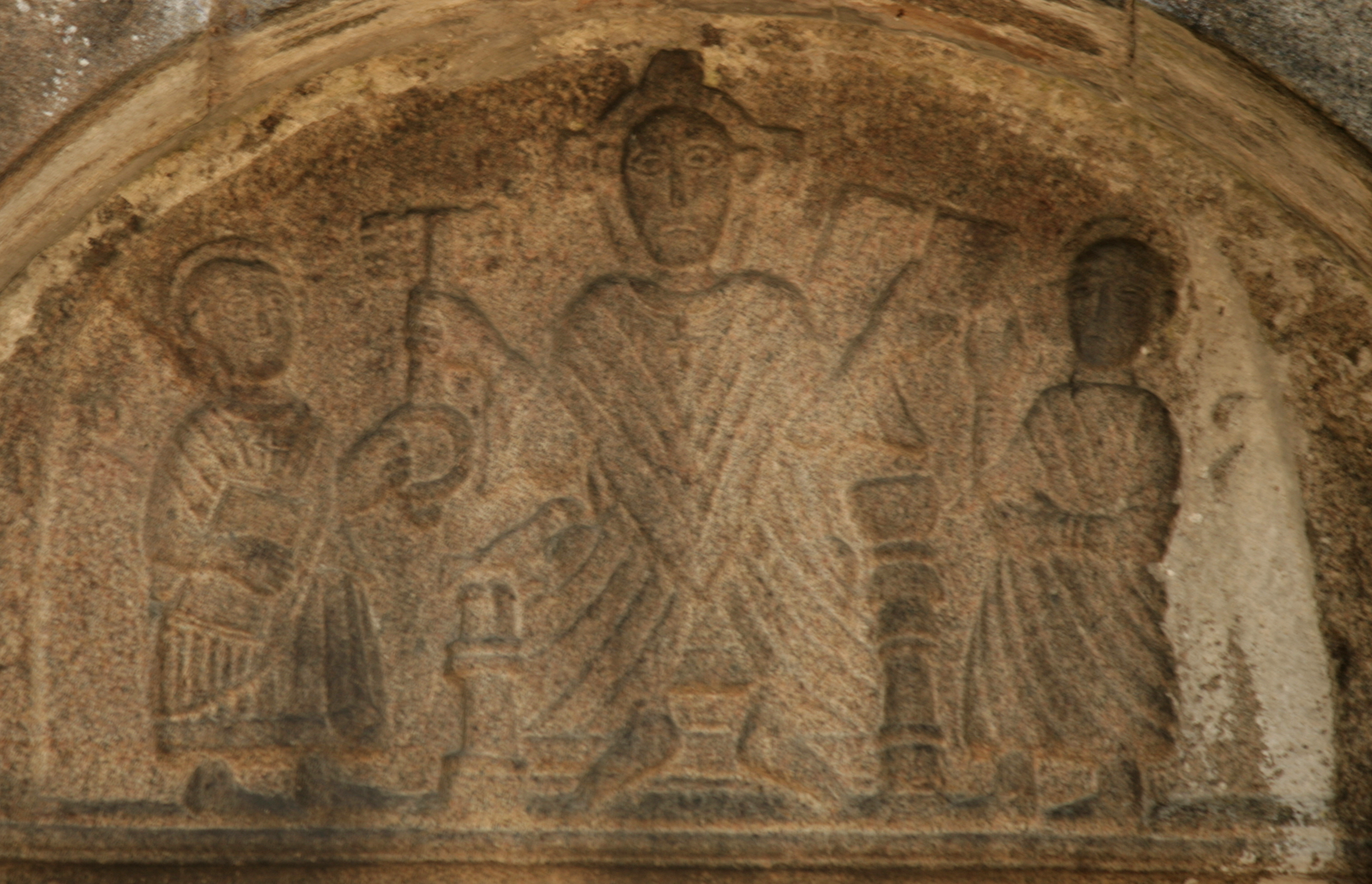
Tympanon van het westelijk portaal.
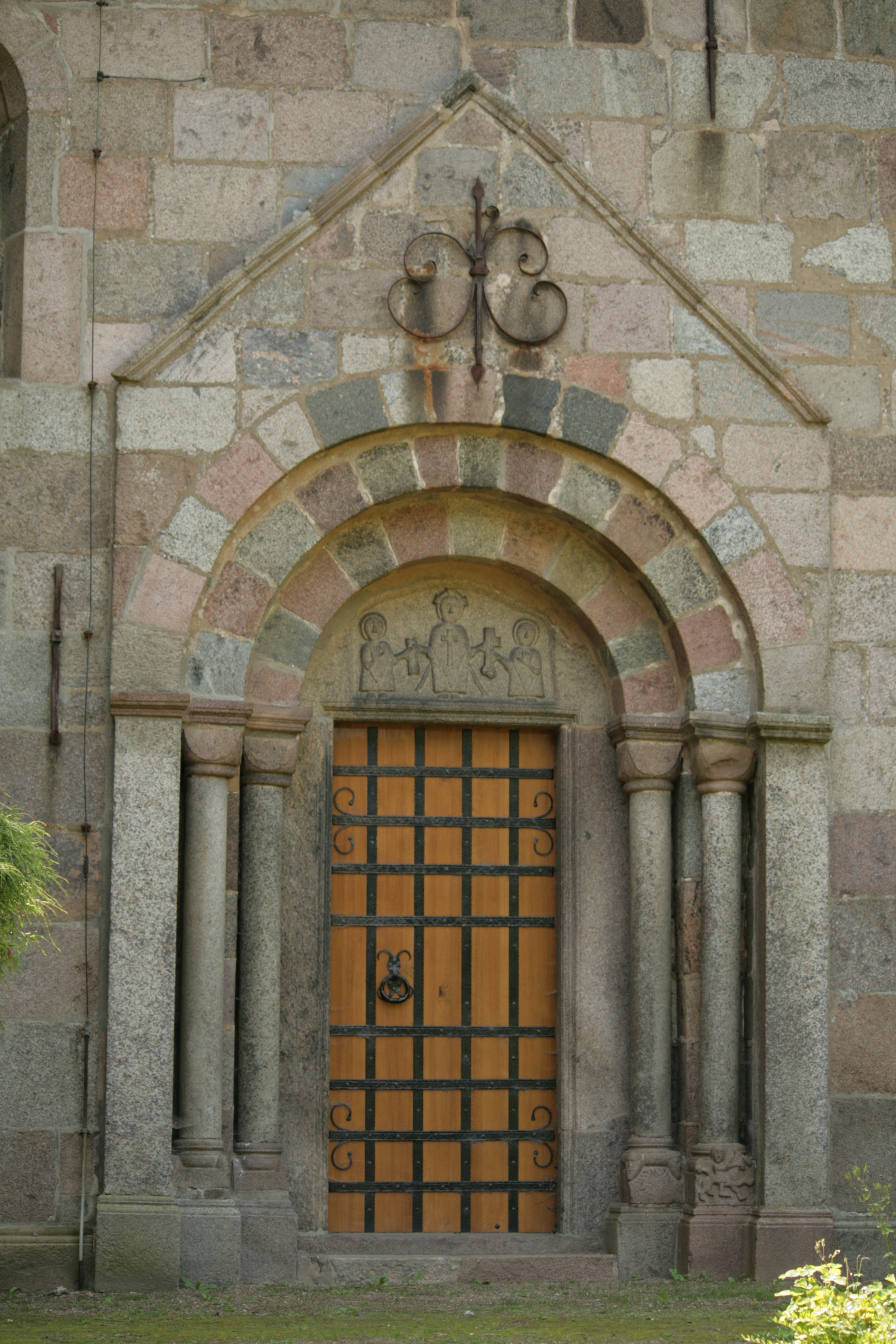
Noordelijk portaal.
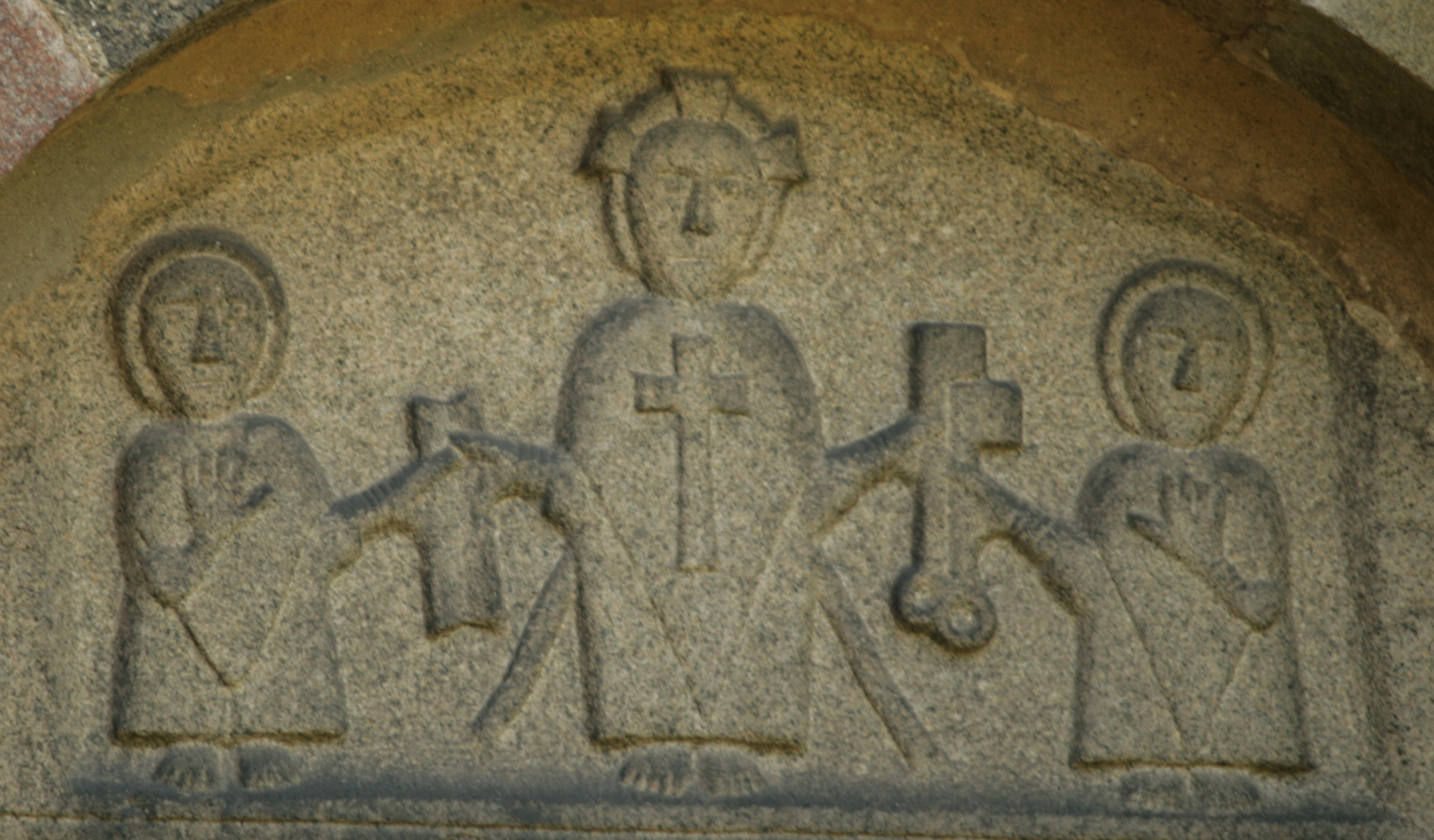
Tympanon van het noordelijk portaal.
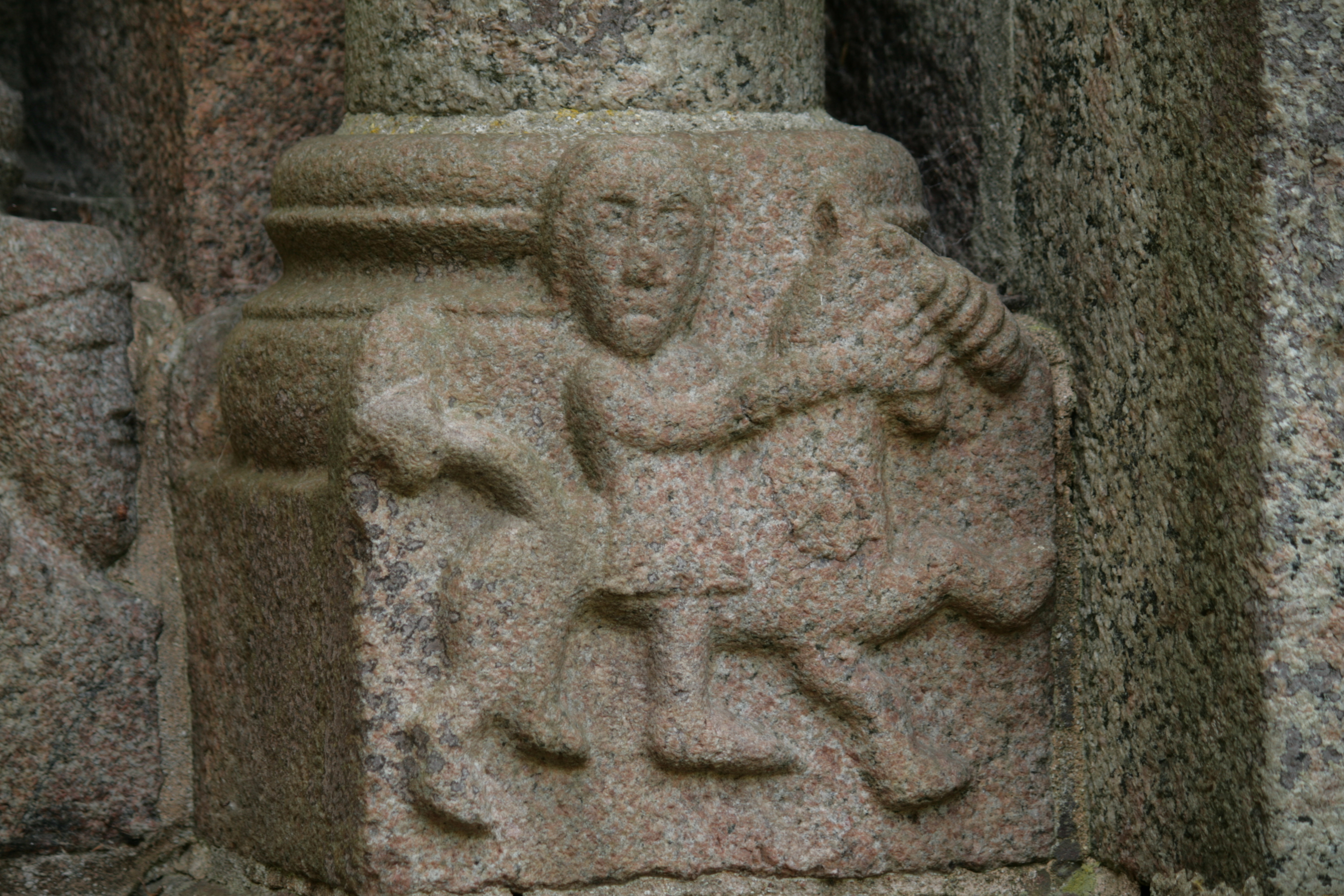
Detail decoratie aan het noordelijk portaal (Simson met de leeuw).

## Inrichting
De Mariakerk kent een rijk interieur.
Het romaanse doopvont van Gotlandse kalksteen dateert uit 1200. Het werd gemaakt door de steenhouwer Calcarius. De cuppa toont in reliëfs scènes uit het leven van Jezus: de heilige Driekoningen te paard en aanbiddend voor het Kind Jezus, de kindermoord in Bethlehem en koning Herodes, de gevangenname van Jezus in de hof van Getsemane en Zijn kruisiging. De sokkel toont de apostelen Petrus en Paulus als de fundamenten van de kerk en twee monsters als symbolen voor de door de doop overwonnen duivel. Andere dieren, een pelikaan met de kelk en een draak, bevinden zich in de tussenvelden.

### Doopvont en wijwaterbekken

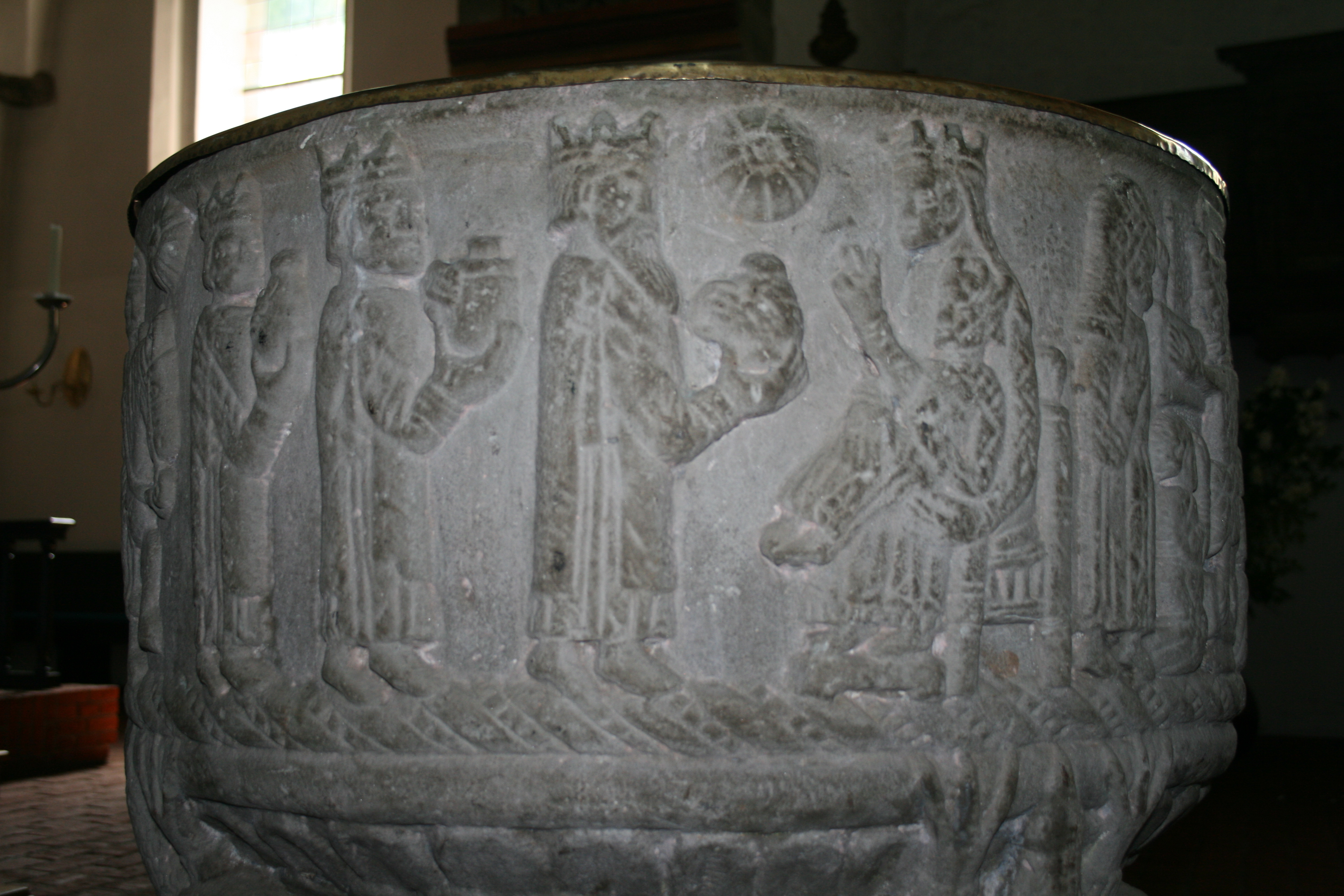
Aanbidding van Jezus door de Driekoningen.
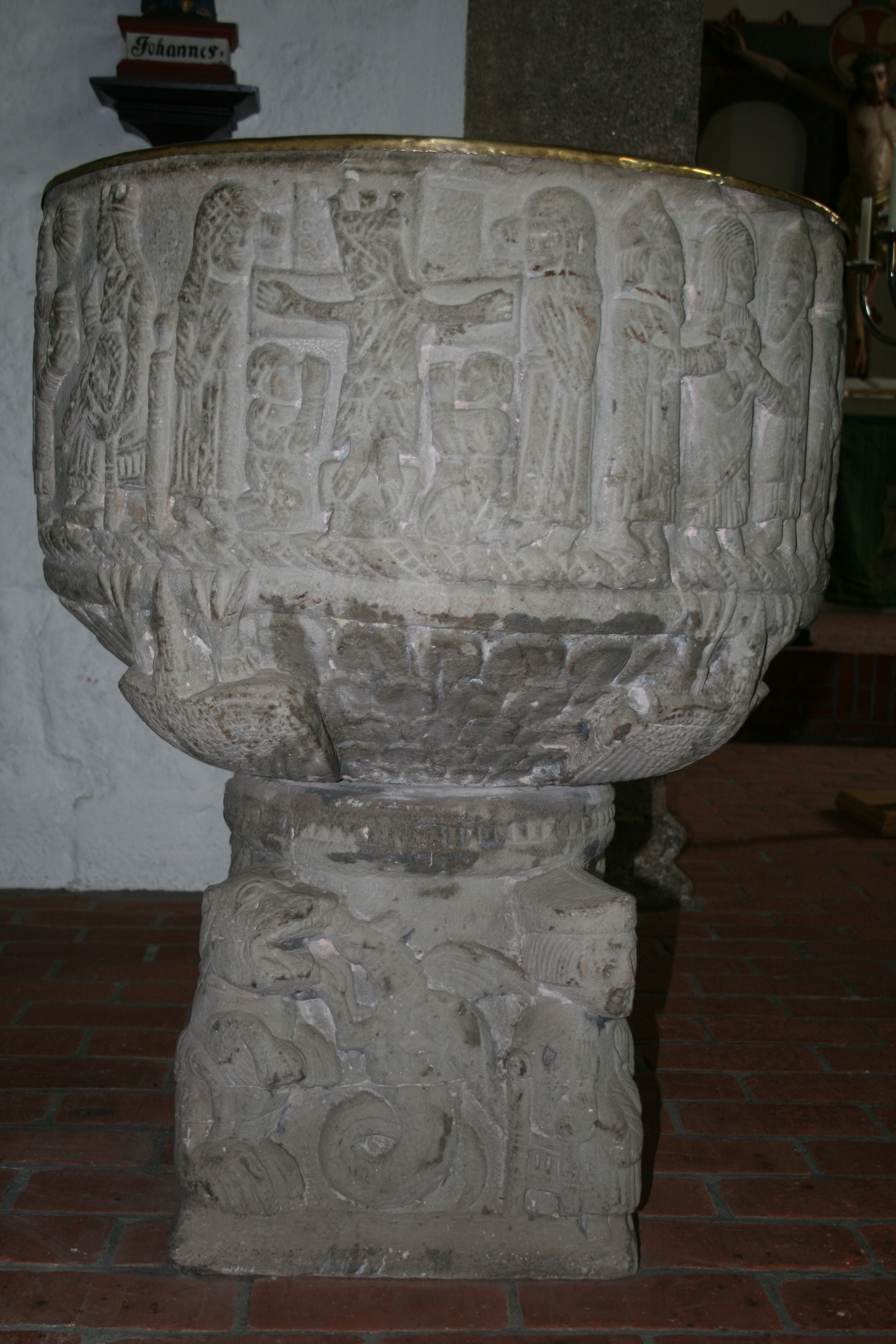
Kruisiging op de cuppa en draak op de sokkel.
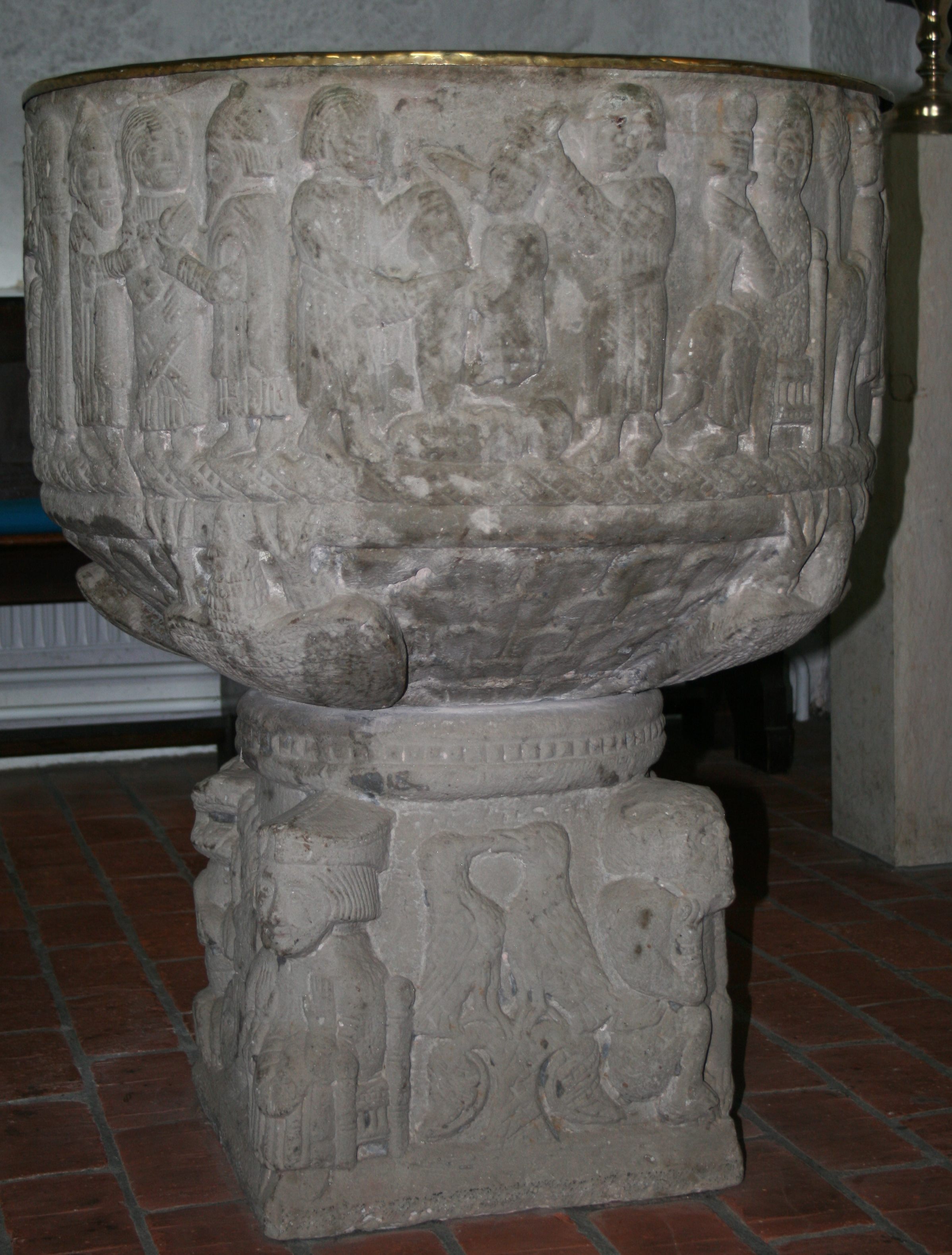
Kindermoord in Bethlehem.
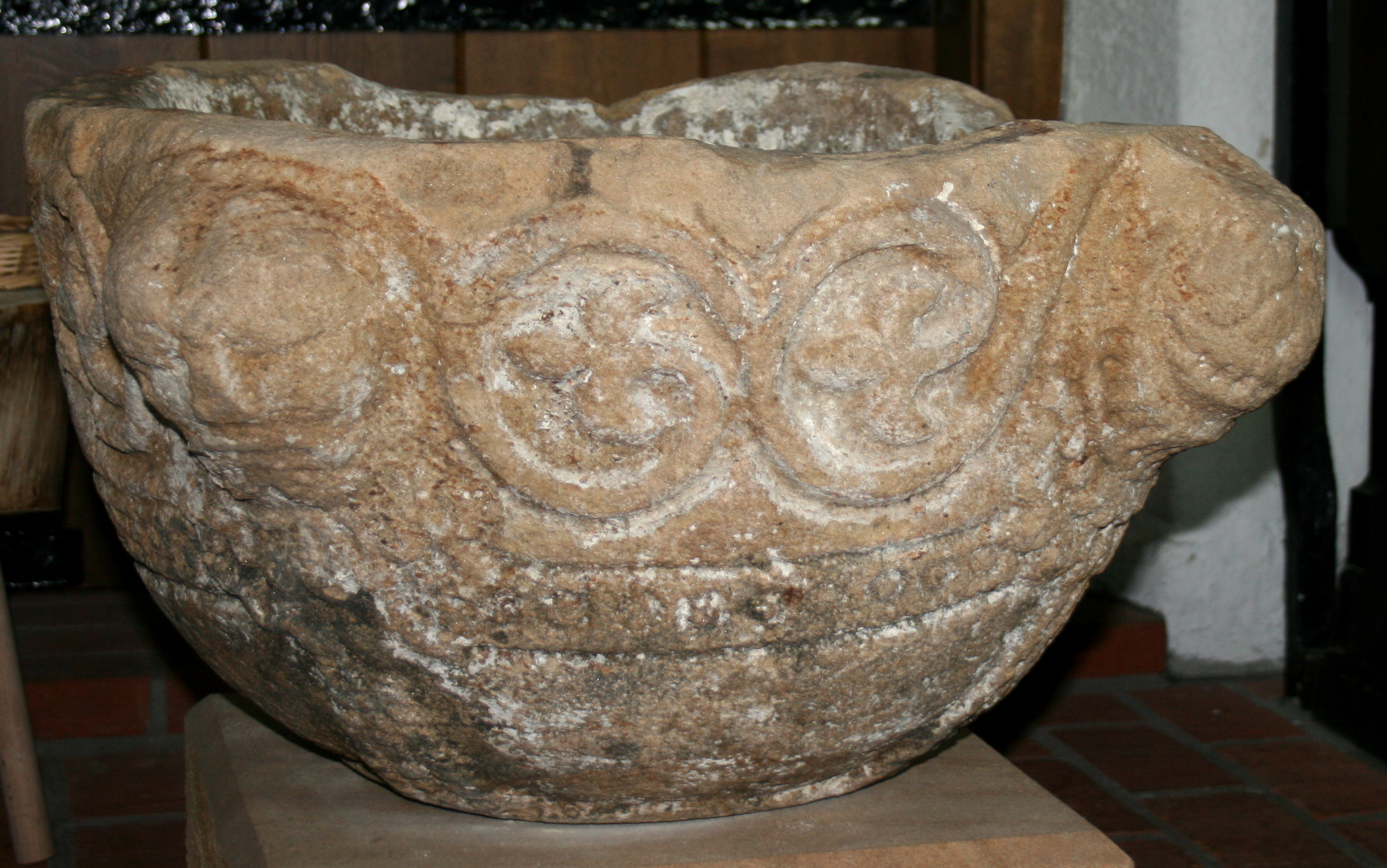
Wijwaterbekken.

Eveneens uit de 13e eeuw stamt het wijwaterbekken. Het triomfkruis in de altaarruimte wordt op 14e eeuw gedateerd. De twee bijbehorende beelden van Maria en Johannes staan tegenwoordig bij het doopvont opgesteld. Het renaissance altaar uit 1663 bevindt zich tegenwoordig in het museum in Flensburg. De barokke kansel uit 1663 wordt toegeschreven aan de schrijnwerker Hans Gudewerth de Jongere. De kanselkuip toont tussen hermen Bijbelse voorstellingen (zondeval, kruisiging, opstanding en Pinksteren). De zandloper aan de kansel is bedoeld om de tijdsduur van de preek binnen de perken te houden. De panelen op de in 1768 gebouwde en in 1909 verlengde galerij tonen eveneens scènes uit het leven van Christus.